# Nordsjön (film)
Nordsjön (norska: Nordsjøen) är en norsk katastroffilm från 2021 i regi av John Andreas Andersen efter ett manus av Lars Gudmestad och Harald Rosenløw Eeg.

## Handling
En plötslig kollaps av en oljeplattform i Nordsjön avslöjar att en hundratals kilometer lång spricka uppstått i kontinentalbranten och går rakt igenom Nordsjöns oljefält. Sprickan verkar vara länkad till det 300 km långa Storeggaskredet, som uppstod för 8 000 år sedan och orsakade norra Europas största tsunami och la hela Doggerland under vatten. Om sprickan utlöser ett liknande skred blir resultatet katastrofalt och orsakar oljeutsläpp som kan ödelägga alla stränder runt Nordsjön. Så order går ut om att omedelbart stänga Nordsjöns alla oljebrunnar och evakuera all personal från plattformarna. Men innan alla hunnit evakueras kommer skredet...

## Rollista
| Kristine Kujath Thorp | – Sofia           |
| Henrik Bjelland       | – Stian           |
| Rolf Kristian Larsen  | – Arthur          |
| Anders Baasmo         | – Ronny           |
| Bjørn Floberg         | – William Lie     |
| Anneke von der Lippe  | – Gunn            |
| Christoffer Staib     | – Steiner Skagemo |
| Ane Skumsvoll         | – Berit           |
| Cengiz Al             | – Jasin           |
| Nils Elias Olsen      | – Odin            |

## Produktion
Filmen producerades av Fantefilm med en budget på 72 miljoner norska kronor med filmstöd från Norska filminstitutet.
Tanken var från början att spela in filmen utomlands men på grund av covid-19-pandemin tvingades produktionsteamet att flytta inspelningarna till Norge.